# Лагерквист, Анна
Анна Лагерквист (швед. Anna Karin Beatrice Lagerquist; род. 16 октября 1993, Лунд, Мальмёхус) — шведская гандболистка, играет на позиции центрального полузащитника. Игрок национальной сборной Швеции с 2011 года.

## Спортивная карьера
Начала заниматься гандболом в секции клуба «Луги» из города Лунд. В 2010 году дебютировала в дублирующем составе клуба в матчах второго дивизиона национального первенства Швеции. Вскоре перебралась в первую команду и играла уже в элитном дивизионе чемпионата Швеции. В 2012 году в составе сборной страны U-20 стала чемпионкой мира. На клубном уровне в 2012 и 2013 годах проиграла оба финальных поединка чемпионата Швеции, дважды довольствуясь вторым местом в чемпионате.
В 2014 году получила серьезную травму от последствий которой восстанавливалась 10 месяцев, вновь вернувшись на паркет в сентябре 2015 года.
Анна Лагерквист дебютировала в составе шведской национальной сборной в товарищеском матче против сборной Норвегии перед чемпионатом мира 2011 года. Молодежная сборная тогда проводила тренировочные сборы вместе со сборной А, и Лагерквист предоставили возможность отыграть несколько минут в товарищеском поединке. После того матча она довольно долго не вызывалась в национальную команду, тренерский штаб которой объяснял свое решение тем, что она слишком мала (173 см), чтобы играть в центре защиты.
Перед домашним для сборной Швеции Чемпионатом Европы 2016 года она получила приглашение присоединиться к составу сборной страны и произвела впечатление на тренера сборной Хенрика Синьелла. На турнире она стала одной из лучших защитниц чемпионата.
После сезона 2016—2017 годов Анна Лагерквист покинула шведский чемпионат, чтобы играть в Дании за клуб «Нюкебинг Фальстер». В июне 2020 года перешла в состав российского клуба «Ростов-Дон». Зимой 2022 года подписала двухлетний контракт с клубом «Нант» — начала выступать за команду с сезона-2022/23.
В 2019 и 2021 годах была признана гандболисткой года в Швеции.

## Титулы и достижения
- Чемпионка мира U-20: 2012[5]
- Обладатель Кубка Дании: 2018[5]
- Лучшая гандболистка Швеции: 2019, 2021[4]